# Neugeborenenhörscreening
Das Neugeborenenhörscreening (NGHS) ist Teil des Neugeborenen-Screenings und umfasst die Untersuchung auf angeborene Hörstörungen bei Neugeborenen in einem Siebtest. Ziel dieser Screeninguntersuchungen ist es, möglichst alle Neugeborenen zu untersuchen. Ein frühes Erkennen einer Hörschädigung verbessert die Chancen, das in rund 98 % der Fälle vorhandene Restgehör bereits während der «kritischen Periode» des Spracherwerbs zu stimulieren.
Essentielle Bestandteile des NGHS sind
- die Untersuchungen selbst,
- das Erfassen und Nachverfolgen auffälliger Testergebnisse (sogenanntes Tracking) durch Screeningzentralen
- Zuführung zu einer fachgerechten Konfirmationsdiagnostik
- gegebenenfalls die Versorgung schwerhöriger Kinder mit Hörgeräten sowie Einleitung der (Re-)Habilitation.

Die Durchführung der Untersuchung ist so einfach, dass sie auch von nichtärztlichem Personal (z. B. auf der Neugeborenenstation) durchgeführt werden kann.

## Geschichte
Die Notwendigkeit einer frühen Entdeckung einer angeborenen Schwerhörigkeit wurde schon in den 1960er Jahren durch Audiologen entdeckt und Forschungsergebnisse darüber publiziert (z.B Ciwa Griffiths), da erkannt wurde, dass sich eine Sprach- und Hörentwicklung der Kinder durch frühzeitige Hörgeräteanpassung verbesserte. In vielen Staaten wird das NGHS schon längere Zeit durchgeführt, so z. B. in Belgien, Dänemark, Kuba, den USA. In weltweit 46 Staaten ist das NGHS gesetzlich verankert (Stand 2009). 1998 wurde auf europäischer Ebene bei der European Consensus Development Conference on Neonatal Hearing Screening im Mai 1998 in Mailand ein Konsensus-Statement zur Durchführung eines universellen NGHS verfasst. 2009 befasste sich auch die WHO bei einer Tagung in Genf mit dem Thema, um Vorgehensweisen international zu vereinheitlichen.

### Deutschland
In Deutschland wurde zwar schon 2004 ein interdisziplinäres Statement zum NGHS in Deutschland verabschiedet, aber es gab bis 2009 nur vereinzelt in einigen Regionen ein organisiertes NGHS. Vorreiter in der Ausführung war das Land Hessen, in dem 2006 ein flächendeckendes, strukturiertes NGHS über eine Screening-Identifikationsnummer eingeführt wurde. Später kamen Teile von Bayern, Hamburg, Schleswig-Holstein und Nordrhein-Westfalen in eigenen, überwiegend privat finanzierten Projekten hinzu. Bis zum 1. Januar 2009 war das Hörscreening in Deutschland somit eine freiwillige Leistung z. B. der Entbindungskrankenhäuser, die entweder als kostenloser Service angeboten wurde oder über die Gebührenordnung für Ärzte (GOÄ) als Individuelle Gesundheitsleistung (IGeL) abgerechnet bzw. in einigen Regionen durch Sponsoring ermöglicht wurde. Nach Änderung der Kinderrichtlinie des Gemeinsamen Bundesausschusses (G-BA) am 19. Juni 2008 ist die Untersuchung zwar seit dem 1. Januar 2009 bundesweit eine Regelleistung für die gesetzlich Krankenversicherten, eine regelhafte Vergütung erfolgte aber erst 21 Monate später ab dem 1. Oktober 2010 durch Einführung von Abrechnungsziffern im Einheitlichen Bewertungsmaßstab (EBM). Bisher wurde für den stationären Bereich keine verbindliche Vergütungsvereinbarung mit den gesetzlichen Krankenkassen erzielt.

### Österreich
Bereits 1995 wurde mit dem Millstätter Konzept ein universelles NGHS für Österreich seitens der Österreichischen HNO-Gesellschaft vorgeschlagen. Es umfasste jedoch für gesunde Neugeborene nur eine einseitige Hörmessung, lediglich Risiko-Neugeborene wurden beidseitig untersucht. Seit 2003 werden die Ergebnisse offiziell im Mutter-Kind-Pass erfasst. Eine Studie zehn Jahre nach Einführung des NGHS konnte u. a. ein gesenktes Erkennungsalter für Hörstörungen nach Einführung des NGHS bestätigen.

### Schweiz
Seit Ende der 1990er Jahre hat sich das Neugeborenenhörscreening in der Schweiz immer mehr verbreitet. Eine Arbeitsgruppe der Kommission für Audiologie und Expertenwesen der Schweizerischen ORL-Gesellschaft hat 1999 in Zusammenarbeit mit den Schweizerischen Gesellschaften für Pädiatrie und Neonatologie eine Empfehlung zur Durchführung des Hörscreenings bei allen Neugeborenen erarbeitet. Bei Neugeborenen im Spital wird eine Messung der otoakustischen Emissionen (OAE) durchgeführt, die nötigenfalls vor Spitalaustritt wiederholt werden kann. Der Screeningtest gilt als bestanden, wenn der OAE-Nachweis auf mindestens einem Ohr positiv ist.
Eine Umfrage bei allen 118 Kliniken, in denen landesweit Kinder geboren werden, ergab, dass im Jahre 2008 bei mehr als 80 % der Neugeborenen in der Schweiz ein Hörscreening durchgeführt wurde. 2 % der Kinder hatten das Screening nicht bestanden und mussten einer pädaudiologischen Nachuntersuchung zugeführt werden.
Eine Voraussetzung für die flächendeckende Durchführung des Hörscreenings in der Schweiz ist die Übernahme der Untersuchungskosten als Pflichtleistung der Krankenkassen (Grundversicherung).

### Vereinigte Staaten
Neben Ciwa Griffiths setzte sich die an der University of Colorado Boulder lehrende Audiologin Marion Downs (1914–2014) seit den frühen 1960er Jahren für ein allgemeines Neugeborenenhörscreening ein. Sie versuchte die Fachwelt während 30 Jahren zu überzeugen, den Test in den Spitälern einzuführen und Säuglinge mit Hörgeräten zu versorgen, wenn sich ein Hörverlust zeigte. Die Task Force on Newborn and Infant Hearing veröffentlichte erstmals 1999 eine Richtlinie zur Früherkennung, die dann im Jahr 2000 und erneut in 2007 vom erweiterten Joint Committee on Infant Hearing überarbeitet wurde.

## Situation weltweit
Die International Newborn and Infant Hearing Screening (NIHS) Group erfragte in den Jahren 2014 bis 2019 in 196 Staaten den Stand des NGHS ab, Daten von 158 Staaten liegen vor: in 64 Staaten gibt es keinen oder unzureichenden Zugang zum NGHS (38 % der Weltbevölkerung), in 41 Staaten (33 % der Weltbevölkerung) werden >85 % der Neugeborenen einem Screening zugeführt. Der Lebensstandard in diesen Staaten ist 10-fach höher, als in den Staaten ohne NGHS. Auch konnte der Nutzen des Hörscreenings erneut nachgewiesen werden: in den Staaten mit NGHS lag das Erkennungsalter im Mittel bei 4,6 Monaten, ohne NGHS bei erst 34,9 Monaten.

## Häufigkeit von angeborenen Hörstörungen
Die Prävalenz beträgt bei reifen Neugeborenen 2–3:1000, in Risikogruppen (z. B. Frühgeborene, bei bestimmten Erkrankungen oder Problemen während der Schwangerschaft, der Geburt bzw. der Perinatalperiode) ca. 10-mal höher (20–30:1000).
Das flächendeckende Neugeborenenhörscreening ist sinnvoll, weil unerkannte, bei Geburt bestehende Hörstörungen zu Entwicklungsstörungen, besonders der Sprachentwicklung führen. Sie ermöglicht eine Intervention (Therapie usw.) in der «kritischen Phase» bis zum achten Lebensmonat, die für eine optimale Lautsprachentwicklung entscheidend ist.
Das mittlere Lebensalter bei Erkennung einer angeborenen Schwerhörigkeit betrug nach einer Untersuchung 2005 in Hessen ohne vorheriges NGHS 39 Monate, mit NGHS 3 Monate.

## Methoden
Es gibt zwei international anerkannte Methoden, dieses Screening bei Neugeborenen durchzuführen:
1. Otoakustische Emissionen (OAE)
2. frühe akustisch evozierte Potenziale (BERA, AEP)

Vor- und Nachteile der beiden Methoden sind in der medizinischen Literatur vielfach beschrieben, besonders hinsichtlich medizinischer, methodischer und ökonomischer Aspekte, hier kurz zusammengefasst:
- OAE: die Messung ist relativ schnell durchführbar, bei lauteren Umgebungsgeräuschen problematisch, sie erfasst nur einen Teil der möglichen Schwerhörigkeitsformen (nur einen häufigen Typ der cochleären Schwerhörigkeit), Mittelohrprobleme können ein auffälliges Ergebnis auslösen, somit eine Innenohrschwerhörigkeit vortäuschen oder verschleiern.
- BERA als AABR (automatisierte Form der BERA) mit etwas größerem Materialverbrauch und etwas längerer Messdauer. Hiermit werden alle peripheren Schwerhörigkeitsformen und zusätzlich neurale Schwerhörigkeiten erfasst; bei der AABR besteht ebenfalls die Gefahr, bei Mittelohrproblemen unzutreffende Ergebnisse zu erhalten.

### Durchführung in Deutschland
Als Hörschwellengrenze ist, wie international üblich, ein Grenzwert von 35 dB (HL) festgelegt, jeder höhere Wert gilt als auffällig und muss weiter geklärt werden. In Deutschland muss immer beidohrig gemessen werden.
In dem Beschluss des G-BA zur Kinderrichtlinie ist festgelegt, unter wessen Verantwortung, innerhalb welcher Fristen, durch welche Methoden die Untersuchungen durchgeführt werden müssen. Vorgabe ist, dass 95 % aller Neugeborenen untersucht werden, dabei dürfen maximal 4 % primär auffällig sein (ausgehend von der Prävalenz für angeborene Hörstörungen). Der die Kindervorsorgeuntersuchung „U3“ durchführende Arzt hat die Aufgabe, zu kontrollieren, ob eine Untersuchung stattgefunden hat und diese dann gegebenenfalls sofort einzuleiten. Hintergrund dieser Vorgaben ist das Ziel, schwerhörige Neugeborene frühzeitig zu erfassen und dann ebenfalls frühzeitig mit Hörgeräten zu versorgen, damit die Entwicklung, insbesondere die Sprachentwicklung möglichst normal verlaufen kann.
Zur Konfirmationsdiagnostik zugelassen sind laut G-BA-Beschluss nur Fachärzte für Phoniatrie und Pädaudiologie und pädaudiologisch versierte HNO-Ärzte. Die wissenschaftlichen Fachgesellschaften und Berufsverbände der beiden beteiligten Fachgruppen in Deutschland haben ein zweistufiges Nachsorgekonzept entwickelt. Durch ein Netz an Diagnostikstellen wird zunächst möglichst schnell und wohnortnah in der ersten Stufe der Diagnostik (FU-1) nach nicht erfolgreicher Erstuntersuchung entweder eine Hörstörung ausgeschlossen, oder – bei weiterhin auffälligen Ergebnissen – der Patient an eine FU-2-Stelle weitergeleitet, die dann mit entsprechender Geräteausstattung und Fachkompetenz die Weiterbetreuung einschließlich der Hörgeräteversorgung übernehmen kann. Es wurden dazu für die einzelnen Diagnostikstufen (FU-1 und FU-2) verbindliche Kompetenz- und Ausstattungsstandards festgelegt.